# Thân Bất Hại
Thân Bất Hại (tiếng Trung: 申不害; bính âm: Shēn Bùhài; Wade–Giles: Shen Puhai, 420 TCN-337 TCN) là nhà tư tưởng Pháp gia thời cổ đại trong lịch sử Trung Quốc. Ông được biết như là triết gia chủ xướng về Thuật trong phép trị nước. Tác phẩm Thân tử gồm 2 thiên do ông viết (nay đã thất lạc) bàn về việc sử dụng "Thuật" trị nước.

## Thân thế
Thân Bất Hại sinh vào năm 420 TCN, là người cùng thời với Mạnh Tử, làm quan ở nước Trịnh. Ông là người có tài nên Hàn Chiêu hầu trọng dụng cho làm tướng quốc. Ông vốn theo học đạo của Lão Tử, nhưng rất chú trọng nghiên cứu về hình danh, đặc biệt là "thuật". Trong "Thiên 43, Định pháp", Hàn Phi viết: "Thân Bất Hại thuyết về thuật trị dân, còn Công Tôn Ưởng nói về "pháp"". Cũng trong thiên này, Hàn Phi viết: "Nước Hàn là một biệt quốc của nước Tấn.Pháp luật xưa của Tấn chưa dứt mà pháp luật mới của nước Hàn đã sinh ra, lệnh của tiên quân chưa thu về mà lệnh của hậu quân đã ban ra. Thân Bất Hại không trị chuyên pháp luật, không nhất tôn hiến lệnh... Cho nên nước Hàn nhờ vào sức mạnh của trăm xe, trong bảy mươi năm mà không đến ba bậc vương. Nếu dùng thuật ở trên thì pháp luật không lo sợ sự trợ giúp hay sai khiến của các quan vậy".